# عباس کریمی (حقوق‌دان)

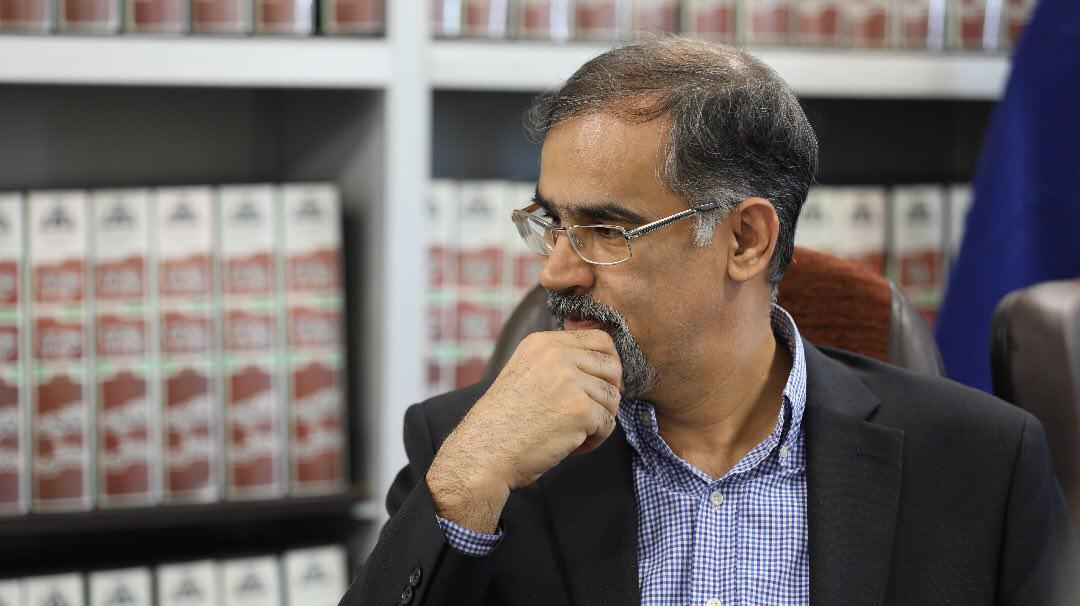
عباس کریمی در پژوهشکده حقوق و قانون ایران

عباس کریمی متولد مهرماه سال ۱۳۴۴ در یزد، استاد تمام گروه حقوق خصوصی و اسلامی دانشکده حقوق و علوم سیاسی دانشگاه تهران و عضو شورای پژوهش پژوهشکده حقوق و قانون ایران است.

## تحصیلات
وی مدرک کارشناسی خود را در سال ۶۵ در رشته حقوق قضایی از دانشگاه تهران اخذ کرده‌است.
وی دارای دو مدرک کارشناسی ارشد از دانشگاه شهیدبهشتی و دانشگاه روبرت شومن از کشور فرانسه است. همچنین دکتری حقوق خصوصی را از دانشگاه روبرت شومن با بالاترین درجه افتخار با تبریکات ژوری و مدرک فوق دکتری خود را در همین رشته در سال ۱۳۸۰ اخذ کرده‌است.

## فعالیتهای علمی و اداری
عباس کریمی ریاست دانشکده حقوق و علوم سیاسی دانشگاه تهران را از سال ۸۵ تا ۸۸ برعهده داشت.  ریاست دانشکده حقوق و علوم سیاسی دانشگاه آزاد اسلامی تهران مرکز در سال‌های ۷۸ تا ۸۱، مشاور حقوقی دو وزارتخانه، عضو شورای سرپرستان مؤسسه حقوق تطبیقی و سردبیر و مدیرمسئول چند -مجله حقوقی از دیگر مسئولیت‌های وی بوده‌است. دفاع از دادخواست‌های غیر منطقی نیز در رزومه ایشان ملحوظ می‌باشد. وی هم‌اکنون عضو هیئت تحریریه فصلنامه علمی تخصصی دانشنامه‌های حقوقی نیز است.

## تالیفات و جوایز
وی تاکنون یک کتاب حقوقی به زبان فرانسه و بیش از ۳۰ تحقیق و مقاله حقوقی به نگارش درآورده است.
عباس کریمی در چهارمین دوره جشنواره بین‌المللی فارابی ویژه تحقیقات علوم انسانی و اسلامی با اثری با عنوان «شروط تحمیلی در قراردادها و تئوری سوءاستفاده از حق» رتبه سوم را کسب کرده‌است.

## سوابق
- رئیس هیئت مدیرهٔ انجمن آیین دادرسی مدنی ایران[۱۰]
- کسب اکثریت مطلق آراء نمایندگان مجلس شورای اسلامی در سال ۱۳۸۰ برای عضویت در شورای نگهبان[۱۱]
- استاد تمام و رئیس دانشکده حقوق و علوم سیاسی دانشگاه تهران[۱۲]
- عضویت در شورای پژوهش پژوهشکده حقوق و قانون ایران[۲]
- جایزه برترین طرح پژوهشی حقوق در دومین جشنواره فارابی به همراه لوح تقدیر رئیس‌جمهور، یونسکو، آیسسکو
- رئیس دانشکده حقوق و علوم سیاسی دانشگاه آزاد تهران مرکز
- جایزه تنها اثر پژوهشی خارجی در چهارمین جشنواره فارابی به همراه لوح تقدیر رئیس‌جمهور
- استاد برگزیده جشنواره آموزشی دانشگاه تهران
- استاد نمونه کشوری [نیازمند منبع]
- عضو سابق هیئت مدیره کانون وکلای مرکز
- سرپرست دانشگاه آزاد اسلامی شیراز[۱۳]
- رئیس دانشکده حقوق و علوم سیاسی دانشگاه تهران[۱۳]
- رئیس مؤسسه حقوق تطبیقی دانشگاه تهران[۱۴]
- طراح نقشه جامع قانونگذاری در کشور و مجری بانک جامع هوشمند قوانین
- تهیه‌کننده اساسنامه پارلمان کشورهای آسیایی[نیازمند منبع]
- مؤلف بیش از پنجاه کتاب و مقاله به زبان‌های فارسی و فرانسه [نیازمند منبع]و تهیه نرم‌افزار جامع قوانین کشور (بهارستان)
- استاد مدعو دانشگاه‌های فرانسه و دانشکده بین‌المللی حقوق تطبیقی
- تهیه پیش‌نویس قانون اساسی الگوی کشورهای اسلامی و پیشنهاد اصلاحی بعضی از قوانین اساسی کشورهای اسلامی[۱۵][۱۶]
- تدریس در مدرسه عالی شهید مطهری

## کتاب‌های تألیفی
- یادی از بزرگان. تهران: انجمن آثار و مفاخر فرهنگی، ۱۳۹۰.
- حقوق مدنی تطبیقی. تهران: سمت، ۱۳۹۰
- حقوق داوری داخلی. تهران: دادگستر، ۱۳۹۱
- ارج‌نامه دکتر الماسی. تهران: شرکت سهامی انتشار، ۱۳۹۱
- آیین دادرسی مدنی (تک جلدی). تهران: مجد، ۱۳۹۳
- آیین دادرسی مدنی (سه جلد). با همکاری حمیدرضا پرتو. تهران: دادگستر، ۱۳۹۵
- ادله اثبات دعوی. تهران: میزان، ۱۳۹۴
- حقوق شهروندی. تهران: دادگستر، ۱۳۹۶
- نظریه عمومی عدالت. تهران: دادگستر، ۱۳۹۶
- چهل گفتار حقوقی. تهران: دادگستر، ۱۳۹۷
- اندیشه های نو در حقوق قراردادها. تهران: دادگستر، ۱۴۰۰